# 潟村
潟村（かたむら）は、かつて新潟県三島郡にあった村。

## 沿革
- 1889年（明治22年）4月1日 - 町村制施行に伴い三島郡京ケ入村、弁財天新村、本山新村、川崎新村、下曽根新村、中曽根新村、蛇塚新村、当新田が合併し、潟村が発足。
- 1901年（明治34年）11月1日 - 三島郡寺泊町、北西越村、西山村、野積村と合併し、寺泊町を新設して消滅。